# 张遵诲
张遵诲（9世纪—929年），魏州人。父为宗城令。唐朝末年，魏博节度使罗绍威召宣武军节度使朱全忠杀魏博牙军，张父为宣武军所害。张遵诲投奔河东节度使晋王李克用，李克用以为牙门将。李克用子李存勖继位后，平定山东，张遵诲以典客相随，历任幽、镇二府马步都虞候。同光年间，为左金吾大将军。唐明宗即位（926年），因宰相任圜保荐，五月，授西都副留守，知留守事，天成三年（928年）六月，行京兆尹。四年（929年）六月，入为客省使、守卫尉卿。明宗想于南郊行郊礼，八月任张遵诲为修仪仗法物使。张遵诲最初自以为历任府尹，与枢密使安重诲素来也交好，一心希望当节度使。郊礼后，他却只被任为绛州刺史，郁郁不乐。到任后，没有得病的他却在第二天去世了。